# Râul Cheița, Teleajen
Râul Cheița este unul din cele două brațe care formează râul Teleajen. Cursul superior al râului Cheița este cunoscut și sub denumirea de Pârâul Berii. Râul Cheița este considerat uneori că reprezintă cursul superior al Teleajenului. 

## Hărți
- Harta Județului Prahova
- Harta Munții Grohotiș [nefuncțională]
- Harta Munții Ciucaș  Arhivat în 30 martie 2010, la Wayback Machine.